# Wybory do Parlamentu Europejskiego w Luksemburgu w 1994 roku
Wybory do Parlamentu Europejskiego w Luksemburgu w 1994 roku zostały przeprowadzone 10 czerwca 1994. Do zdobycia było 6 mandatów, o które ubiegało się 9 partii politycznych i kandydaci niezależni. wybory wygrała Chrześcijańsko-Społeczna Partia Ludowa, zdobywając 31,5% głosów i 2 mandaty.
Do parlamentu europejskiego weszły także Luksemburska Socjalistyczna Partia Robotnicza, Partia Demokratyczna i Zieloni.
| Nazwa Partii                                  | Ilość Głosów % | Ilość mandatów |
| --------------------------------------------- | -------------- | -------------- |
| Chrześcijańsko-Społeczna Partia Ludowa        | 31,5%          | 2              |
| Luksemburska Socjalistyczna Partia Robotnicza | 24,8%          | 2              |
| Partia Demokratyczna                          | 18,8%          | 1              |
| Zieloni                                       | 10,9%          | 1              |
| Partia Reform Alternatywa Demokratyczna       | 6,9%           | -              |
| Ruch Narodowy                                 | 2,4%           | -              |
| Komunistyczna Partia Luksemburga              | 1,6%           | -              |
| Group for Luxembourgian Sovereignty           | 1,2%           | -              |
| Nowa Lewica                                   | 0,9%           | -              |
| Niezależni                                    | 0,9%           | -              |
| Suma                                          | 100%           | 6              |